# Hadiállapot
A hadiállapot a hadviselő felek közti jogállapot. Háborús helyzet, háború. A hadiállapot a kihirdetésével kezdődik. A hadiállapot végének kihirdetésével zárul. A hadiállapot ideje alatt a polgári (béke) jogok egy része felfüggesztésre kerül. Azon különleges viszonyok összege, melyek valamely háború kitörésétől (hadüzenet) kezdve a hadakozó államok s ezek polgárai közötti érintkezésekben nyilvánulnak meg.

## A Pallas nagy lexikonában
A Pallas nagy lexikona »Hadi állapot« szócikk szövege:

„Azon különleges viszonyok összege, melyek valamely háború kitörésétől kezdve a hadakozó államok s ezek polgárai közötti érintkezésekben nyilvánulnak. Aktív hadi állapotnak nevezik az ellenséges támadásoknak közvetlenül kitett egyének különleges viszonyait, míg a nem harcolók személyére és vagyonára vonatkozó különleges viszonyok összege képezi a passzív hadi állapotot. A legtöbb államban háború kitörésekor a kormány közhírré teszi mindazon rendeleteket, utasításokat stb., melyek a hadi állapot által előidézett helyzet következtében részint az állam, részint az egyesek érdekeinek lehetőleges megóvása végett szükségesekké válnak. A hadi állapot ellentéte a békeállapot. A hadi állapottól megkülönböztetendő az ostromállapot, mely alatt a katonai hatóságok sokkal nagyobb hatáskörrel és hatalommal vannak felruházva, mint az egyszerű hadi állapotnál.”

## A hadiállapot a magyar jogban

### A Magyar Köztársaság alkotmányában
A Magyar Köztársaság 2011. december 31-ig hatályos alkotmánya (1949. évi XX. törvény) 19. § (3) alapján az Országgyűlés dönt a hadiállapot kinyilvánításáról és a békekötés kérdéséről, illetve akadályoztatás esetén a köztársasági elnök jogosult kihirdetni a hadiállapotot. Azzal a kikötéssel, hogy az akadályoztatás megszűntét követően az országgyűlés felülvizsgálja a köztársasági elnök által hozott döntéseket, azok jogszerűségét.
Az alkotmány határozottan tiltotta, hogy hadiállapotról népszavazás útján döntsenek.

### Magyarország Alaptörvényében
Az Országgyűlés határoz a hadiállapot kinyilvánításáról és a békekötésről.
Nem lehet országos népszavazást tartani – többek között – hadiállapot kinyilvánításáról, rendkívüli állapot és szükségállapot kihirdetéséről, valamint megelőző védelmi helyzet kihirdetéséről és meghosszabbításáról
Az Alaptörvény „Különleges jogrend”-nek nevezi a rendkívüli állapotra és a szükségállapotra vonatkozó közös szabályokat.
Ennek a legfontosabb rendelkezései a következők:
- Az Országgyűlés

a) hadiállapot kinyilvánítása vagy idegen hatalom fegyveres támadásának közvetlen veszélye (háborús veszély) esetén kihirdeti a rendkívüli állapotot, és Honvédelmi Tanácsot hoz létre;
b) a törvényes rend megdöntésére vagy a hatalom kizárólagos megszerzésére irányuló fegyveres cselekmények, továbbá az élet- és vagyonbiztonságot tömeges méretekben veszélyeztető, fegyveresen vagy felfegyverkezve elkövetett súlyos, erőszakos cselekmények esetén szükségállapotot hirdet ki.
- A hadiállapot kinyilvánításához, a békekötéshez, valamint az (1) bekezdés szerinti különleges jogrend kihirdetéséhez az országgyűlési képviselők kétharmadának szavazata szükséges.[8]

- A köztársasági elnök jogosult a hadiállapot kinyilvánítására, a rendkívüli állapot kihirdetésére és a Honvédelmi Tanács létrehozására, valamint a szükségállapot kihirdetésére, ha az Országgyűlés e döntések meghozatalában akadályoztatva van.[9]

### A Büntető Törvénykönyvben

#### Régi
A 2013. június 30-ig hatályos „régi” Btk. külön esetként kezelte, a hadiállapot ideje alatt elkövetett hazaárulás, hűtlenség, az ellenség támogatását és a kémkedés bűncselekményeit.